# كيث ألان موريس
كيث ألان موريس (بالإنجليزية: Keith Alan Morris)‏ هو كاتب سيناريو ومخرج أمريكي، ولد في 9 أكتوبر 1972 في نيويورك في الولايات المتحدة.

## وصلات خارجية
- كيث ألان موريس على موقع IMDb (الإنجليزية)
- كيث ألان موريس على موقع أول موفي (الإنجليزية)
- كيث ألان موريس على موقع قاعدة بيانات الفيلم (الإنجليزية)
- كيث ألان موريس على موقع كينوبويسك (الروسية)